# بلدة رايت (مقاطعة أوتاوا)
رايت، مقاطعة أوتاوا (بالإنجليزية: Wright Township, Ottawa County, Michigan)‏ هي بلدة تقع بولاية ميشيغان في الولايات المتحدة. تبلغ مساحتها 94 (كم²)، وترتفع عن سطح البحر 216 م، بلغ عدد سكانها 3147 نسمة في عام تعداد الولايات المتحدة 2010 حسب إحصاء مكتب تعداد الولايات المتحدة .

## وصلات خارجية
- http://www.wrighttownship.com
- The US50 - Cities and Towns in Michigan State
- Michigan Cities and Towns, Facts, Map, Flag, Colleges, Government, and More